# سيث لوغو
سيث لوغو (بالإنجليزية: Seth Lugo)‏ هو لاعب كرة قاعدة أمريكي، ولد في 17 نوفمبر 1989 في بوسير سيتي في الولايات المتحدة.

## وصلات خارجية
- سيث لوغو على موقع دوري كرة القاعدة الرئيسي (الإنجليزية)
- سيث لوغو على موقعبيزبول رفرنس.كوم (الدوري الرئيسي) (الإنجليزية)
- سيث لوغو على موقعبيزبول رفرنس.كوم (الدوري الثانوي) (الإنجليزية)
- سيث لوغو على موقع إي إس بي إن.كوم (أم.أل.بي) (الإنجليزية)
- سيث لوغو على موقع مشجعي الرسوم البيانية (الإنجليزية)